# Iveco Stralis
Iveco Stralis — магистральный крупнотоннажный грузовой автомобиль-тягач, выпускаемый итальянской компанией Iveco S.p.A. В иерархии Iveco занимает промежуточное положение между среднетоннажным EuroCargo и крупнотоннажным Trakker.

## История
Iveco Stralis появился в 2002 году, как единый преемник основных тягачей Iveco — EuroStar и EuroTech. Stralis первым из магистральных тягачей получил автоматическую коробку передач в стандартном оснащении. Новый грузовик был положительно оценен покупателями и критиками, и в 2003 году Stralis получил престижную премию Грузовой автомобиль года. В 2007 году был проведен небольшой рестайлинг, в ходе которого произошли изменения во внутреннем и внешнем оформлении кабины, а также появился новый, самый большой вариант кабины Active Space Cube.
В 2012 Stralis был полностью обновлен и модель Stralis Hi-Way получила повторно премию Грузовой автомобиль года 2013.

## Технические особенности
Наиболее популярные грузовые модификации: тягач с полуприцепом и одиночный грузовик, одиночный грузовик + прицеп на жесткой сцепке, максимально возможная совокупная масса для всех вариантов составляет 44 тонны. Все модификации комплектуются рядными шестицилиндровыми двигателями Cursor с турбонаддувом, мощностью от 310 до 560 л. с., дополнительно оснащенных моторным тормозом.
Для Stralis существует несколько вариантов трансмиссии:
— 9 ступенчатая механическая, производства ZF,
— 16 ступенчатая механическая, производства ZF,
— 12 ступенчатая автоматизированная ZF EuroTronic,
— 6 ступенчатая автоматическая Allison.
В настоящий момент все производимые Stralis соответствуют стандарту Euro 5, что достигается посредством применения системы SCR.
В зависимости от колесной базы толщина лонжеронов рамы может варьироваться от 6,7 мм до 7,7 мм. Варианты колесной формулы - 4x2 и 6x2. Тормоза - дисковые, вентилируемые с системой ABC.
Типы кабин:

AD (Active Day) — узкая кабина без спальника с низкой крышей

AT (Active Time) — кабина оснащенная спальным местом, с низкой либо высокой крышей

AS (Active Space) — самая большая кабина, с увеличенным внутренним объёмом, для междугородных и международных перевозок.